# Keteleeria davidiana
Keteleeria davidiana ist eine Pflanzen-Art in der Gattung Keteleeria aus der Familie der Kieferngewächse (Pinaceae).

## Verbreitung
Die Heimat dieser Baumart liegt im zentralen bis südöstlichen China in den Provinzen Gansu, Guangxi, Guizhou, Hubei, Hunan, Shaanxi, Sichuan und Yunnan; daneben ist die Art auch auf Taiwan heimisch.

## Beschreibung

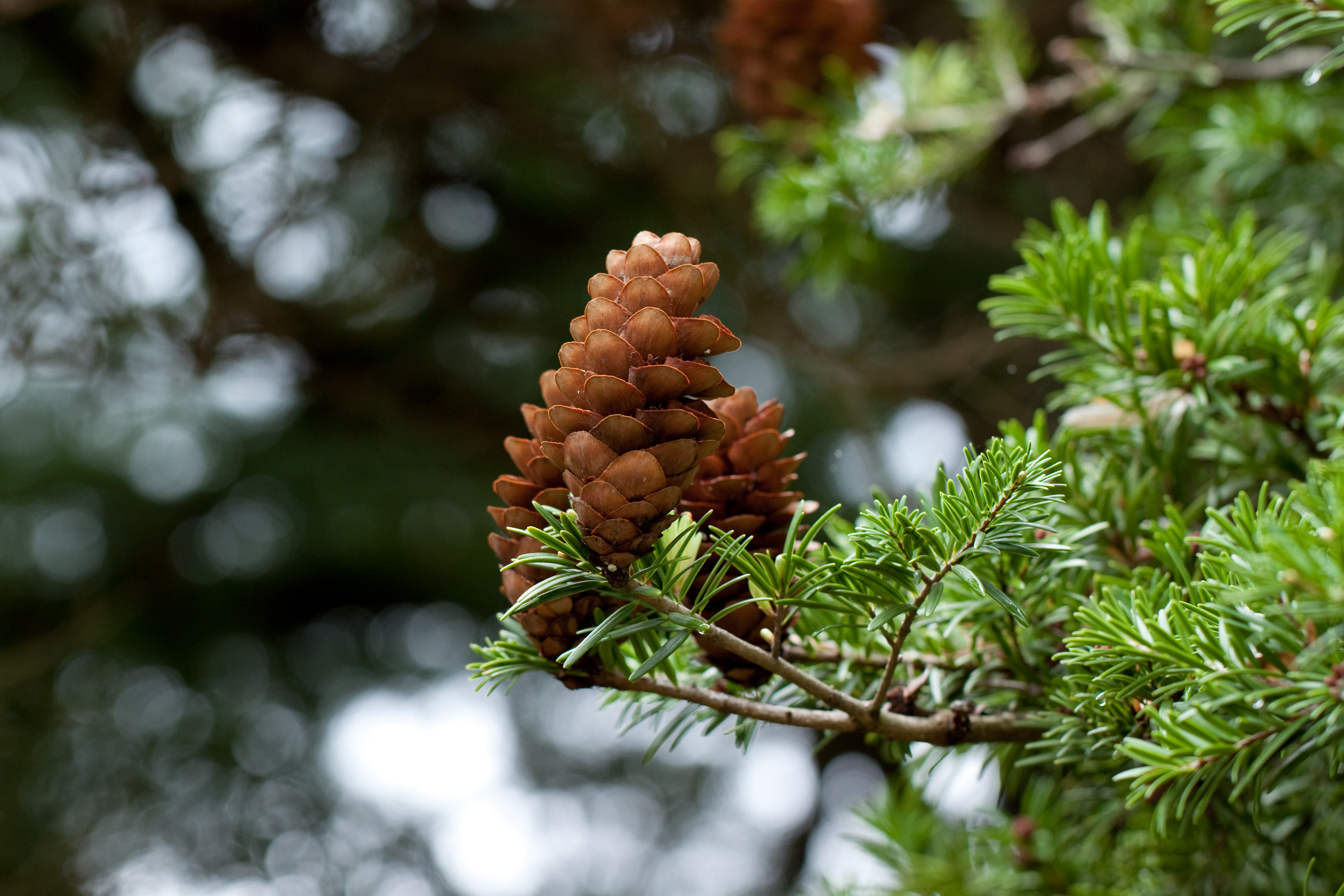
Keteleeria davidiana var. formosana mit Zapfen

Keteleeria davidiana ist ein immergrüner Baum, der Wuchshöhen von 40 bis 50 Metern erreichen kann. Er bildet eine unregelmäßige Krone mit starken Ästen aus. Die weiblichen Zapfen sind hellbraun und zylindrisch geformt; sie stehen aufrecht am Zweig. Die Zapfen sind 8 bis 20 cm lang und 4 bis 5 cm breit.

## Systematik
Es werden folgende zwei Varietäten unterschieden:
- Keteleeria davidiana var. davidiana (Syn.: Keteleeria davidiana var. calcarea (W.C.Cheng & L.K.Fu) Silba): Sie kommt im zentralen und im südlichen China vor.[1]
- Keteleeria davidiana var. formosana (Hayata) Hayata: Auf Taiwan endemisch vorkommend.[1]